# Liste der Einträge im National Register of Historic Places im Humphreys County (Tennessee)
Diese Liste der Einträge im National Register of Historic Places im Humphreys County (Tennessee) enthält alle im Humphreys County, Tennessee in das National Register of Historic Places eingetragenen Gebäude, Bauwerke, Objekte, Stätten oder historischen Distrikte.
Diese Liste entspricht dem Bearbeitungsstand des National Park Service/National Register of Historic Places vom 11. Oktober 2024.

## Legende
| NRHP | Historic Place             |
| HD   | National Historic District |

## Aktuelle Einträge
| [ 2 ] | Name                                         | Bild                                         | Eintragsdatum                 | Lage                                                    | Ort              | Beschreibung |
| ----- | -------------------------------------------- | -------------------------------------------- | ----------------------------- | ------------------------------------------------------- | ---------------- | ------------ |
| 1     | Enochs Mill                                  |                                              | 9. Sep. 1999 ID-Nr. 99001138  | 3072 Little Blue Creek Road 36° 4′ 42″ N, 87° 41′ 12″ W | McEwen           |              |
| 2     | Fairchance Furnace                           |                                              | 28. Juli 1988 ID-Nr. 88001143 | Adresse nicht veröffentlicht                            | Halls Creek      |              |
| 3     | Fort Hill and Archibald D. Butterfield House | Fort Hill and Archibald D. Butterfield House | 9. Feb. 2001 ID-Nr. 01000101  | 201 Fort Hill Drive 36° 4′ 54″ N, 87° 47′ 31,9″ W       | Waverly          |              |
| 4     | Greyhound Half-Way House                     | weitere Bilder                               | 17. Dez. 1999 ID-Nr. 99001588 | 124 E. Main St. 36° 4′ 58″ N, 87° 47′ 34″ W             | Waverly          |              |
| 5     | Hurricane Mills Rural Historic District      |                                              | 13. Dez. 1999 ID-Nr. 99001449 | 44 Hurricane Mills Road 35° 57′ 53″ N, 87° 47′ 8″ W     | Hurricane Mills  |              |
| 6     | Johnsonville Historic District               |                                              | 12. März 2001 ID-Nr. 01000257 | Old Johnsonville Road 36° 3′ 31″ N, 87° 58′ 33″ W       | Denver           |              |
| 7     | Link Farm Site                               |                                              | 11. Apr. 1973 ID-Nr. 73001791 | Adresse nicht veröffentlicht                            | Hurricane Mills  |              |
| 8     | Hugh M. McAdoo House                         | Hugh M. McAdoo House                         | 29. Okt. 1991 ID-Nr. 91001595 | 113 N. Church Street 36° 5′ 2,5″ N, 87° 47′ 35,9″ W     | Waverly          |              |
| 9     | James N. Nolan House                         | James N. Nolan House                         | 13. März 1986 ID-Nr. 86000395 | Tennessee State Route 13 36° 5′ 17″ N, 87° 47′ 37″ W    | Waverly          |              |
| 10    | Sycamore Landing                             |                                              | 4. Jan. 1980 ID-Nr. 80003837  | Sycamore Landing Road 35° 56′ 9″ N, 87° 54′ 54″ W       | Sycamore Landing |              |